# San Marcos Open Aguascalientes 2022 - Doppio
Questa è la prima edizione di questo torneo.
In finale Miguel Ángel Reyes Varela e Nicolás Barrientos hanno sconfitto Gonçalo Oliveira e Felipe Meligeni Alves con il punteggio di 7-5, 6-3.

## Teste di serie
1. Nicolás Barrientos /  Miguel Ángel Reyes Varela (campioni)
2. Andrej Martin /  Tristan-Samuel Weissborn (semifinale)

1. Gonçalo Oliveira /  Divij Sharan (finale)
2. Luis David Martínez /  Jeevan Nedunchezhiyan (semifinale)

## Wildcard
1. Shintaro Mochizuki /  Rodrigo Pacheco Méndez (primo turno)

1. Luis Carlos Alvarez Valdes /  Alex Hernandez (primo turno)

## Tabellone

### Legenda
| - Q = Qualificato - WC = Wild card - LL = Lucky loser | - ALT = Alternate - SE = Special Exempt - PR = Protected Ranking | - w/o = Walkover - r = Ritirato - d = Squalificato |

|  | Primo turno | Primo turno                    | Primo turno                    | Primo turno | Primo turno |  |  | Quarti di finale | Quarti di finale               | Quarti di finale               | Quarti di finale             | Quarti di finale |   |     | Semifinali | Semifinali                                   | Semifinali                                   | Semifinali                    | Semifinali                    |   |   | Finale | Finale | Finale | Finale | Finale |  |
|  |             |                                |                                |             |             |  |  |                  |                                |                                |                              |                  |   |     |            |                                              |                                              |                               |                               |   |   |        |        |        |        |        |  |
|  | 1           | N Barrientos MÁ Reyes Varela   | N Barrientos MÁ Reyes Varela   | 7           | 6           |  |  |                  |                                |                                |                              |                  |   |     |            |                                              |                                              |                               |                               |   |   |        |        |        |        |        |  |
|  |             | FC Jianu N Mejía               | FC Jianu N Mejía               | 5           | 4           |  |  | 1                | N Barrientos MÁ Reyes Varela   | N Barrientos MÁ Reyes Varela   | 6                            | 6                |   |     |            |                                              |                                              |                               |                               |   |   |        |        |        |        |        |  |
|  | WC          | S Mochizuki R Pacheco Méndez   | S Mochizuki R Pacheco Méndez   | 2           | 62          |  |  |                  | L Patino R Quiroz              | L Patino R Quiroz              | 3                            | 4                |   |     |            |                                              |                                              |                               |                               |   |   |        |        |        |        |        |  |
|  |             | L Patino R Quiroz              | L Patino R Quiroz              | 6           | 7           |  |  |                  |                                |                                |                              |                  |   |     | 1          | N Barrientos MÁ Reyes Varela                 | 6                                            | 4                             | [10]                          |   |   |        |        |        |        |        |  |
|  | 4           | LD Martínez J Nedunchezhiyan   | LD Martínez J Nedunchezhiyan   | 6           | 6           |  |  |                  |                                | 4                              | LD Martínez J Nedunchezhiyan | 4                | 6 | [2] |            |                                              |                                              |                               |                               |   |   |        |        |        |        |        |  |
|  | Alt         | JP Ficovich M Zukas            | JP Ficovich M Zukas            | 4           | 2           |  |  | 4                | LD Martínez J Nedunchezhiyan   | LD Martínez J Nedunchezhiyan   | 6                            | 6                |   |     |            |                                              |                                              |                               |                               |   |   |        |        |        |        |        |  |
|  |             | L Castelnuovo J Paul           | 3                              | 7           | [2]         |  |  |                  | J Clarke T van Rijthoven       | J Clarke T van Rijthoven       | 4                            | 4                |   |     |            |                                              |                                              |                               |                               |   |   |        |        |        |        |        |  |
|  |             | J Clarke T van Rijthoven       | 6                              | 6           | [10]        |  |  |                  |                                |                                |                              |                  |   |     | 1          | Nicolás Barrientos Miguel Ángel Reyes Varela | Nicolás Barrientos Miguel Ángel Reyes Varela | 7                             | 6                             |   |   |        |        |        |        |        |  |
|  |             | S Diez D Istomin               | 7                              | 64          | [5]         |  |  |                  |                                |                                |                              |                  |   |     |            |                                              | 3                                            | Gonçalo Oliveira Divij Sharan | Gonçalo Oliveira Divij Sharan | 5 | 3 |        |        |        |        |        |  |
|  |             | B Lock S Mansouri              | 64                             | 7           | [10]        |  |  |                  | B Lock S Mansouri              | B Lock S Mansouri              | 65                           | 3                |   |     |            |                                              |                                              |                               |                               |   |   |        |        |        |        |        |  |
|  |             | B Arias F Zeballos             | 67                             | 6           | [5]         |  |  | 3                | G Oliveira D Sharan            | G Oliveira D Sharan            | 7                            | 6                |   |     |            |                                              |                                              |                               |                               |   |   |        |        |        |        |        |  |
|  | 3           | G Oliveira D Sharan            | 7                              | 2           | [10]        |  |  |                  |                                |                                |                              |                  |   |     | 3          | G Oliveira D Sharan                          | 6                                            | 62                            | [10]                          |   |   |        |        |        |        |        |  |
|  |             | R Hijikata A Santillan         | R Hijikata A Santillan         | 4           | 4           |  |  |                  |                                | 2                              | A Martin T-S Weissborn       | 4                | 7 | [4] |            |                                              |                                              |                               |                               |   |   |        |        |        |        |        |  |
|  |             | JC Aragone A Menéndez Maceiras | JC Aragone A Menéndez Maceiras | 6           | 6           |  |  |                  | JC Aragone A Menéndez Maceiras | JC Aragone A Menéndez Maceiras | 4                            | 6                |   |     |            |                                              |                                              |                               |                               |   |   |        |        |        |        |        |  |
|  | WC          | LC Alvarez Valdes A Hernandez  | LC Alvarez Valdes A Hernandez  | 3           | 3           |  |  | 2                | A Martin T-S Weissborn         | A Martin T-S Weissborn         | 6                            | 7                |   |     |            |                                              |                                              |                               |                               |   |   |        |        |        |        |        |  |
|  | 2           | A Martin T-S Weissborn         | A Martin T-S Weissborn         | 6           | 6           |  |  |                  |                                |                                |                              |                  |   |     |            |                                              |                                              |                               |                               |   |   |        |        |        |        |        |  |